# ريناتو كونيا فالي
ريناتو كونيا فالي (بالبرتغالية: Renato da Cunha Valle‏) (مواليد 5 ديسمبر 1944) هو لاعب كرة قدم. يلعب مع منتخب البرازيل لكرة القدم. سبق له أن لعب في كأس العالم لكرة القدم مع منتخب بلاده.

## روابط خارجية
- ريناتو كونيا فالي على موقع الاتحاد الدولي (مؤرشف)  (الإنجليزية)
- ريناتو كونيا فالي على موقع قاعدة بيانات كرة القدم.إي يو (الإنجليزية)
- ريناتو كونيا فالي على موقع ناشيونال فوتبول تيمز (الإنجليزية)
- ريناتو كونيا فالي على موقع عالم كرة القدم.نت (الإنجليزية)